# Marshall Sahlins
Marshall David Sahlins (ur. 27 grudnia 1930 w Chicago, zm. 5 kwietnia 2021 tamże) – amerykański antropolog kulturowy.

## Życiorys
Studiował z Lesliem White’em na Uniwersytecie Michigan. Doktorat obronił w 1954 roku na Uniwersytecie Columbia. Wpływ na jego myśl wywarli wówczas m.in. Karl Polanyi i Julian Steward. Sahlins powrócił na uniwersytet w Michigan, gdzie wykładał i w latach 60. zajął się też działalnością polityczną – protestował przeciwko prowadzeniu wojny w Wietnamie. W końcu lat 60. spędził dwa lata w Paryżu, gdzie miał możliwość zapoznania się z życiem intelektualnym we Francji (szczególnie z pracami Claude’a Lévi-Straussa) oraz protestami studenckimi w maju 1968 roku. W 1973 roku przeprowadził się na uniwersytet Uniwersytet Chicagowski, wyróżniony został tytułem Charles F. Grey Distinguished Service Professor. W 2001 roku został wydawcą niewielkiego pisma Prickly Paradigm.

## Koncepcje i publikacje
Prace Sahlinsa koncentrują się na ukazaniu siły z jaką kultura kształtuje percepcje i działania ludzi. Szczególnie wskazuje on, że kultura posiada wyjątkową siłę motywowania ludzi i siła ta nie wynika z biologii. Wczesne prace Sahlinsa skupiają się na krytyce idei „człowieka racjonalnego ekonomicznie” i na wykazywaniu, że systemy ekonomiczne adaptują się do konkretnych warunków w specyficzny, kulturowy sposób.
W swojej pracy z 1960 roku Evolution and Culture (Ewolucja i kultura) poruszył zagadnienia związane z ewolucją kulturową i neoewolucjonizmem. Podzielił ewolucje społeczeństw na „ogólne” i „szczególne”. Ogólna ewolucja to tendencja systemów społecznych i kulturowych do zwiększania swojej złożoności, stopnia zorganizowania i adaptacji do środowiska. Jednakże, ponieważ różne kultury nie są od siebie zupełnie odizolowane, dochodzi do interakcji i dyfuzji ich cech charakterystycznych (na przykład wynalazków technicznych). Prowadzi to do tego, że kultury rozwijają się w zróżnicowany sposób (ich ewolucja następuje w specyficzny sposób), podczas gdy różne elementy są wprowadzane do nich w różnych kombinacjach i na różnych etapach ewolucji.
Po opublikowaniu w 1976 roku Culture and Practical Reason (Kultura i rozum praktyczny) przeniósł swoją uwagę na związki historii z antropologią i na sposób w jaki różne kultury rozumieją i tworzą historię. Chociaż Sahlins interesował się całym Pacyfikiem, większość swoich badań przeprowadził na Fidżi i na Hawajach. W pracy Islands of History (1985) Sahlins koncentruje się na wyspach: Hawajach, Fidżi i Nowej Zelandii, których historie skrzyżowały się z historią Europy. Zwraca także jednak uwagę na myślenie obecne w zachodniej nauce, która stwarza fałszywe rozróżnienie między przeszłością a teraźniejszością, strukturą a zdarzeniem, jednostką a społecznością. W tych rozmyślaniach Sahlins formułuje krytykę zachodniej historii i antropologii.
W końcu lat 90. Sahlins wplątał się w rozgorzałą debatę z Gananath Obeyesekere na temat szczegółów śmierci kapitana Jamesa Cooka na Wyspach Hawajskich w 1779 roku. Sedno debaty dotyczyło tego jak zrozumieć racjonalność tubylców. Obeyesekere argumentował, że tubylcza ludność myślała zasadniczo w ten sam sposób jak ludzie Zachodu i uważał, że jakikolwiek argument przeciwko temu przedstawił by ich jako nieracjonalnych i niecywilizowanych. Sahlins, przeciwnie, podchodził krytycznie do myślenia ludzi Zachodu i wskazywał, że tubylcze kultury były różne i równe kulturom zachodnim. Praca How „Natives” Think. About Captain Cook, for Example (1995, Jak myślą „tubylcy”) przekracza ramy dyskusji na temat rzekomej wyższości tradycji zachodniej – stanowi też propozycję sposobu uprawiania antropologii. Sahlins zastanawia się czy zachodni badacze pisząc o niezachodnich społeczeństwach, muszą podtrzymywać mity europejskiego imperializmu, czy mogliby wyrazić znaczenia i logikę ludzi z rejonów innych niż Zachód? W odpowiedzi na pracę Gananatha Obeyesekerego The Apotheosis of Captain Cook (Apoteoza kapitana Cooka) Sahlins stawia te właśnie pytania, a jednocześnie przyznaje antropologom z Zachodu, zdolność rozumienia innych kultur.

## Publikacje
- Social Stratification in Polynesia (1958)
- Evolution and Culture (1960) (z Elman Rogers Service)
- Moala: Culture and Nature on a Fijian Island (1962)
- Tribesmen (1968)
- Stone Age Economics (1974: ISBN 0-422-74530-8)
- The Use and Abuse of Biology (1976: ISBN 0-472-08777-0)
- Culture and Practical Reason University of Chicago Press (1976: ISBN 0-226-73359-9)
- Historical Metaphors and Mythical Realities (1981: ISBN 0-472-02721-2)
- Islands of History (1985: ISBN 0-226-73357-2)
- Anahulu: The Anthropology of History in the Kingdom of Hawaii (1992: ISBN 0-226-73363-7)
- How „Natives” Think: About Captain Cook, for Example University of Chicago Press (1995: ISBN 0-226-73368-8)
- Waiting For Foucault (1999: ISBN 1-891754-11-4)
- Culture in Practice: Selected Essays (2000: ISBN 0-942299-37-X)
- Apologies to Thucydides: Understanding History as Culture and Vice Versa (2004: ISBN 0-226-73400-5)
- The Western Illusion of Human Nature (2008: ISBN 978-0-9794057-2-3)

### Tłumaczenia na j. polski
Książki:
- Wyspy historii przekł. Izabela Kołbon, Kraków 2006, Wydawnictwo Uniwersytetu Jagiellońskiego, seria Cultura, ISBN 83-233-2182-5, ISBN 978-83-233-2182-8 (Islands of History 1985)
- Jak myślą „tubylcy” O kapitanie Cooku, na przykład, Kraków 2007, Wydawnictwo Uniwersytetu Jagiellońskiego, seria Cultura, ISBN 978-83-233-2296-2 (How „Natives” Think. About Captain Cook, for Example 1995)
- Z przeprosinami dla Tukidydesa, Kraków 2011, Wydawnictwo Uniwersytetu Jagiellońskiego, seria Cultura

Teksty w antologiach:
- Ewolucja: konkretna i ogólna, tłum. Dariusz Niklas, [w:] Elementy teorii socjologicznych. Materiały do dziejów współczesnej socjologii zachodniej, Włodzimierz Derczyński, Aleksandra Jasińska-Kania, Jerzy Szacki (wyb.), Warszawa 1975, PWN
- Socjologia wymiany w społeczeństwach pierwotnych, tłum. Krzysztof Gorlach, [w:] Współczesne teorie wymiany społecznej. Zbiór tekstów, Marian Kempny, Jacek Szmatka (wyb. i red.), Warszawa 1992, PWN, s. 131–172.
- Krytyka wulgarnej socjobiologii (The Use and Abuse of Biology. An Anthropological Critique of Sociology, s. 3–14, 1976), [w:] Barbara Szacka, Jakub Szacki (red.) Człowiek zwierzę społeczne, Warszawa 1991, Spółdzielnia Wydawnicza Czytelnik, ISBN 83-07-01531-6.
- Inne czasy, inne zwyczaje. Antropologia historii, przełożyła Ewa Dżurak, [w:] Marian Kempny, Ewa Nowicka (red.) Badanie kultury. Elementy teorii antropologicznej, Warszawa 2003, Wydawnictwo Naukowe PWN, ISBN 83-01-14025-9.
- Pierwotne społeczeństwo dobrobytu, [w:] Badanie kultury. Elementy teorii antropologicznej (red.) E. Nowicka, M. Kempny, W-wa 2003, s. 275–306

### Omówienia
- Marta Rakoczy Różne kultury, różne historie, różne racjonalności. Marshall Sahlins i jego antropologia historii, Kultura Współczesna nr 2/2009